# Hypsoides paulinus
Hypsoides paulinus är en fjärilsart som beskrevs av Charles Oberthür. Hypsoides paulinus ingår i släktet Hypsoides och familjen tandspinnare. Inga underarter finns listade i Catalogue of Life.